# Дьяченко, Мария Ивановна
Мария Ивановна Дьяченко — советский хозяйственный, государственный и политический деятель, Герой Социалистического Труда.

## Биография
Родилась в 1932 году в посёлке Ново-Россошь. Член КПСС.
С 1954 года — на хозяйственной, общественной и политической работе. В 1954—1990 гг. — рабочая, помощник комбайнера в совхозе «Старобельский» Марковского района Ворошиловградской области, комбайнёр совхоза «Сулыкольский» Семиозёрного района Кустанайской области, совхоза «Сосновский» Боровского района, совхоза «Дамдинский», совхоза «Буревестник» Наурзумского района Кустанайской области, инструктор учебно-курсового комбината при Джетыгаринском асбестовом горно-обогатительном комбинате.
Указом Президиума Верховного Совета СССР от 13 декабря 1972 года присвоено звание Героя Социалистического Труда с вручением ордена Ленина и золотой медали «Серп и Молот».
Живёт в Казахстане.